# Departament Uzbrojenia Ministerstwa Spraw Wojskowych
Departament Uzbrojenia Ministerstwa Spraw Wojskowych (Dep. Uzbr. MSWojsk.) – jednostka organizacyjna Ministerstwa Spraw Wojskowych w II Rzeczypospolitej.
Departament Uzbrojenia zajmował się planowaniem zaopatrzenia w broń, amunicję, materiały ochrony przeciwgazowej oraz dysponowaniem zgromadzonymi środkami materiałowymi.

## Formowanie i zmiany organizacyjne
W roku 1918 sprawami uzbrojenia zajmował się Departament Artylerii Ministerstwa Spraw Wojskowych. W 1919 departament składał się z sekcji: zaopatrzenia, broni, ładunków, pocisków i naboi, chemicznej, naukowo-doświadczalnej oraz kancelarii. W grudniu 1919 roku sekcja ładunków, pocisków i naboi została przekształcona w sekcję amunicji, a sekcja naukowo-doświadczalna w sekcję techniczną i inspekcji. Utworzono też sekcję odbioru.
W marcu 1920 roku Departament VII Artylerii został przekształcony w Departament V Uzbrojenia z sekcjami: organizacyjną, zaopatrzenia, broni, amunicji, chemiczną oraz inspekcją odbioru, wydziałem surowców, biurem technicznym i kancelarią. 
Z dniem 22 sierpnia 1921 ponownie utworzono Departament III Artylerii i Uzbrojenia. Nowy departament składał się z wydziałów: artylerii, ogólnoorganizacyjnego,
broni, amunicji, chemiczno-gazowego oraz inspektorów i kancelarii. 9 sierpnia 1923 zorganizowano referat obrony przeciwlotniczej.
Z dniem 20 lipca 1926 definitywnie rozdzielono sprawy artylerii od uzbrojenia. Zostały utworzone dwie odrębne instytucje: Departament Uzbrojenia i Samodzielny Wydział Artylerii.

## Obsada personalna departamentu
Szefowie departamentu
- gen. ppor. Antoni Kaczyński (III 1920 – VIII 1921)
- gen. bryg. Kazimierz Pławski (do 25 X 1926[5])
- gen. bryg. Tadeusz Jastrzębski (24 XI 1926[6] – 31 III 1927[7])
- płk uzbr. inż. Kazimierz Kieszniewski (p.o. od 1 IV 1927[8] i szef 14 VII 1927[9] – 1 XII 1930[10])
- płk art. Mieczysław Maciejowski (1 XII 1930[10] – 1938)
- płk dypl. art. inż. Jerzy Englisch (12 VIII 1938 – 17 IX 1939)[1]

Zastępcy szefa departamentu
- płk uzbr. Eugeniusz Szpręglewski (p.o. 1 IV 1929 – XII 1930)[11]
- ppłk uzbr. inż. Stanisław IV Witkowski (XII 1930 – III 1932)
- płk uzbr. Mikołaj Kulwieć (V 1932[12] – XII 1934[13])
- mjr / ppłk uzbr. inż. Apolinary Żebrowski (XII 1934[13] – 1939)

Pokojowa obsada personalna departamentu w marcu 1939
- szef departamentu – płk dypl. art. inż. Jerzy Englisch
- I zastępca szefa departamentu – ppłk uzbr. inż. Apolinary Żebrowski
- II zastępca szefa departamentu – ppłk inż. Władysław Jan Jakubowski
- przewodniczący komisji do opracowania tabel i instrukcji – ppłk uzbr. Adolf Jan Łazor
- szef Wydziału Ogólnego – ppłk Jan Wiktor Machowicz
- kier. referatu wyszkolenia – mjr Aleksander Tuk
- kier. referatu organizacyjnego – mjr Stanisław Jan Hyciek
- szef Wydziału Broni – ppłk uzbr. inż. Józef Sarnecki[16]
- kier. referatu broni artyleryjskiej – mjr Michał II Laskowski
- kier. referatu broni ręcznej i maszynowej – mjr Henryk Wojtulewski
- referent broni – kpt. Mieczysław Euzebiusz Sydry
- inspektor uzbrojenia – mjr uzbr. Michał Bień †1940 Charków[17]